# Gare de Strasbourg-Roethig
Gare de Strasbourg-Roethig vasútállomás Franciaországban, Strasbourg településen.

## Vasútvonalak
Az állomást az alábbi vasútvonalak érintik:
- Strasbourg–Saint-Dié-vasútvonal

## Kapcsolódó állomások
A vasútállomáshoz az alábbi állomások vannak a legközelebb:
- Gare de Strasbourg (Gare de Strasbourg)
- Gare de Lingolsheim (Gare de Molsheim)